# Orthomerus
Orthomerus (que quer dizer " fêmur reto") é um gênero de dinossauro hadrossaurídeo duvidoso do Cretáceo Superior da Holanda. Atualmente é um gênero obscuro, mas no passado foi confundido com o muito mais conhecido Telmatosaurus.

## Descoberta e história

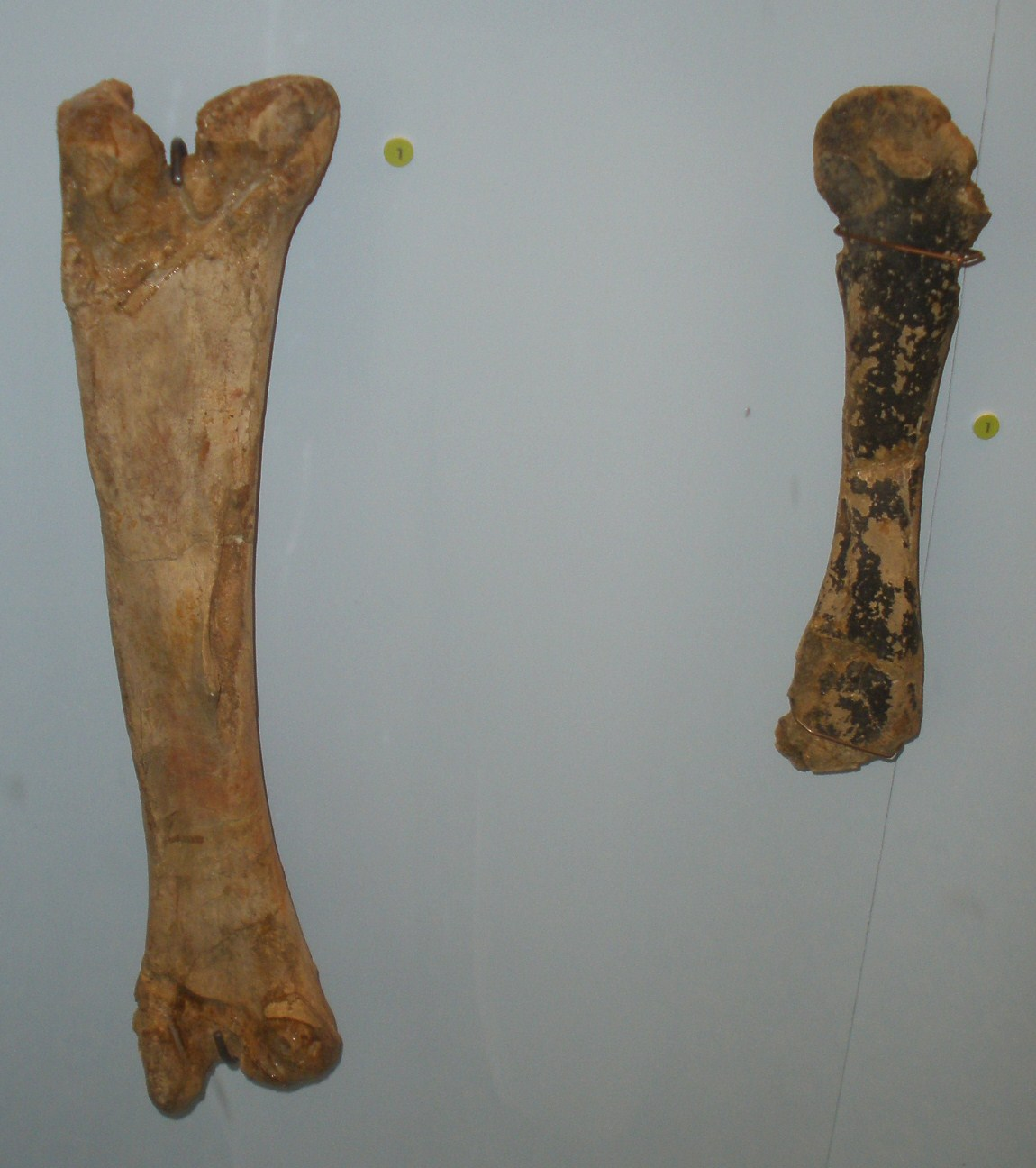
Fósseis de Orthomerus dolloi

A espécie-tipo Orthomerus dolloi foi nomeada em 1883 pelo conhecido paleontólogo britânico Harry Govier Seeley.
Os achados holandeses incluem duas vértebras da cauda coletadas no século XIX.

## Descrição
O fêmur direito tem um comprimento de cerca de cinquenta centímetros.